# Giulia Arena
Pour les articles homonymes, voir Arena.
Giulia Arena, née le 22 avril 1994 à Pise, est un mannequin italien ayant été couronné Miss Italie en 2013. En 2014, elle fait ses débuts en tant que  présentatrice de télévision  en présentant deux éditions de l'émission  Mode e modi sur LA7.  Depuis, elle a été engagée par la Rai où elle anime la seconde partie de soirée.

## Biographie
Née à Pise en 1994, Giulia Arena a rapidement déménagé à Messine, en Sicile, ville d'origine de ses parents. En 2013, elle a participé au concours de beauté Miss Italie avec le groupe « Miss Cinema Planter's Sicilia » et est élue gagnante ; elle a également été élue Miss Cinéma. Giulia Arena est la dixième Miss Italie originaire de Sicile. Au moment de sa victoire, elle était encore étudiante à la faculté de droit de l'Université catholique du Sacré-Cœur.
En 2014, elle a fait ses débuts comme présentatrice télé sur LA7, présentant deux éditions de l'émission « Mode e modi » et une de « Mode e modi - Food » avec Andy Luotto. Au printemps 2015, elle s'est vu confier la direction de l'émission culinaire « Gustibus ». Au printemps 2017, elle rejoint Rai 4, où elle présente l'émission télévisée Kudos - Tutto Pass dal web, avec Leonardo Decarli et Diletta Parlangeli.

## Filmographie

### Cinema
- 2022 : La donna per me, de Marco Martani.

### Télévision
- 2018 - 2023 : Il paradiso delle signore – soap opera.
- 2020 : Bella da morire – série TV
- 2025 : Costanza (série TV), de Fabrizio Costa – série TV .

### Vidéoclip
- 2021 : Amarsi è un miracolo de Alberto Urso.